# Georg Brandt
Georg Brandt (Riddarhyttan, Västmanland; 21 de julio de 1694-Estocolmo, 29 de abril de 1768) fue un químico y mineralogista sueco que descubrió el cobalto (h. 1735). Fue la primera persona en descubrir un metal desconocido en la antigüedad.

## Biografía
Nació en Riddarhyttan, condado de Västmanland. Sus padres fueron Jurgen Brandt, un minero y farmacéutico, y Katarina Ysing. Fue profesor de química en la Universidad de Upsala, y murió en Estocolmo. Fue capaz de demostrar que el cobalto es la fuente de color azul en el vidrio, que anteriormente habían sido atribuidos al bismuto encontrado con cobalto.
Cerca de 1741 escribió: «Dado que hay seis tipos de metales, por lo que también he demostrado con experimentos fiables... que también hay seis tipos de medio-metales: un nuevo medio-metal, nombrado cobalto regulus además de mercurio, bismuto, zinc, y compuestos de antimonio y arsénico». Dio seis maneras de distinguir el bismuto y cobalto que se suele encontrar en los mismos minerales.